# Diospyros hirsuta
Diospyros hirsuta là một loài thực vật có hoa trong họ Thị. Loài này được L.f. mô tả khoa học đầu tiên năm 1782.